# Полтава (аэропорт)
Международный аэропорт Полтава (укр. Міжнародний аеропорт Полтава; ИАТА: PLV, ИКАО: UKHP) — международный аэропорт, расположенный в 7 км к западу от города Полтава и в 1 км к югу от населённого пункта Ивашки. Расположен рядом с трассой Киев — Полтава, что облегчает перевозку пассажиров как по Украине, так и за её пределами.

## История
Аэропорт построен в период 1950-60-х годов.
В 1984 году был открыт новый пассажирский аэровокзал (архитекторы В. Рудой и П. Сухомлин).
По состоянию на 2013 год принимал только чартерные рейсы (правительственные, футбольные команды).
20 декабря 2017 года присвоен статус международного
29 июля 2018 года международный аэропорт «Полтава» впервые принял пассажирский рейс после реконструкции. Первыми в обновленный аэропорт на самолете Як-40 прилетели несколько десятков иностранных туристов из Запорожья.
17 августа 2018 года Полтава встретила второй авиарейс после реконструкции своего аэропорта и первый международный за все время его существования: чартерным самолетом из немецкого Франкфурта прибыла футбольная команда «Мариуполь».
26 марта 2019 года из аэропорта «Полтава» в международный рейс полетел первый самолет: «Boeing 737-700» со 149-ю пассажирами на борту совершил рейс в Шарм-эш-Шейх (Египет).
2 мая 2019 года из международного аэропорта «Полтава» отправился первый рейс в Турцию.
В июне 2019 года авиакомпания SkyUp прекратила свои рейсы из аэропорта по причине неудовлетворительного состояния взлётно-посадочной полосы. Таким образом, аэропорт перестал принимать регулярные рейсы. В 2020 году Владимир Зеленский также негативно высказался о состоянии ВПП аэропорта Полтава, куда он прилетел с плановым визитом:
Самолеты сюда не летают, аэропорт не работает. И когда я приземлился, понял почему. Было чувство, что это последняя поездка в жизни. Полоса в нерабочем состоянии, она несовременная.

## Современное состояние
Аэропорт имеет на балансе пассажирский терминал общей площадью около 5 000 кв. м. и проектной пропускной мощностью 400 пассажиров в час. В аэропорту имеются взлетно-посадочная полоса 2550×42 м с системой неточного захода на посадку; перрон на 6 самолётов класса С, а также все необходимые производственные мощности.
Аэродром пригоден для эксплуатации самолётов целый год без ограничений, в светлое время суток. Обеспечивает взлёт, посадку и управления воздушных судов индекса 5 (пять) и ниже (Ан-2, Ан-12, Ан-24, Ан-26, Ан-30, Ан-32, Ан-74, Л-410, Ми-2, Ми-6, Ми-8, Ми-26, Ка-26 Як-40, Як-42, Ту-134, Ту-154, Ил-18, Ил-76, Airbus A320, Boeing 737 до 125 т).
Имеющаяся специализированная техника и оборудование позволяют в полном объеме обеспечить обслуживание самолётов Ан-12, Ан-24, Як-42, Ту-134.